# 目の見えない音楽家

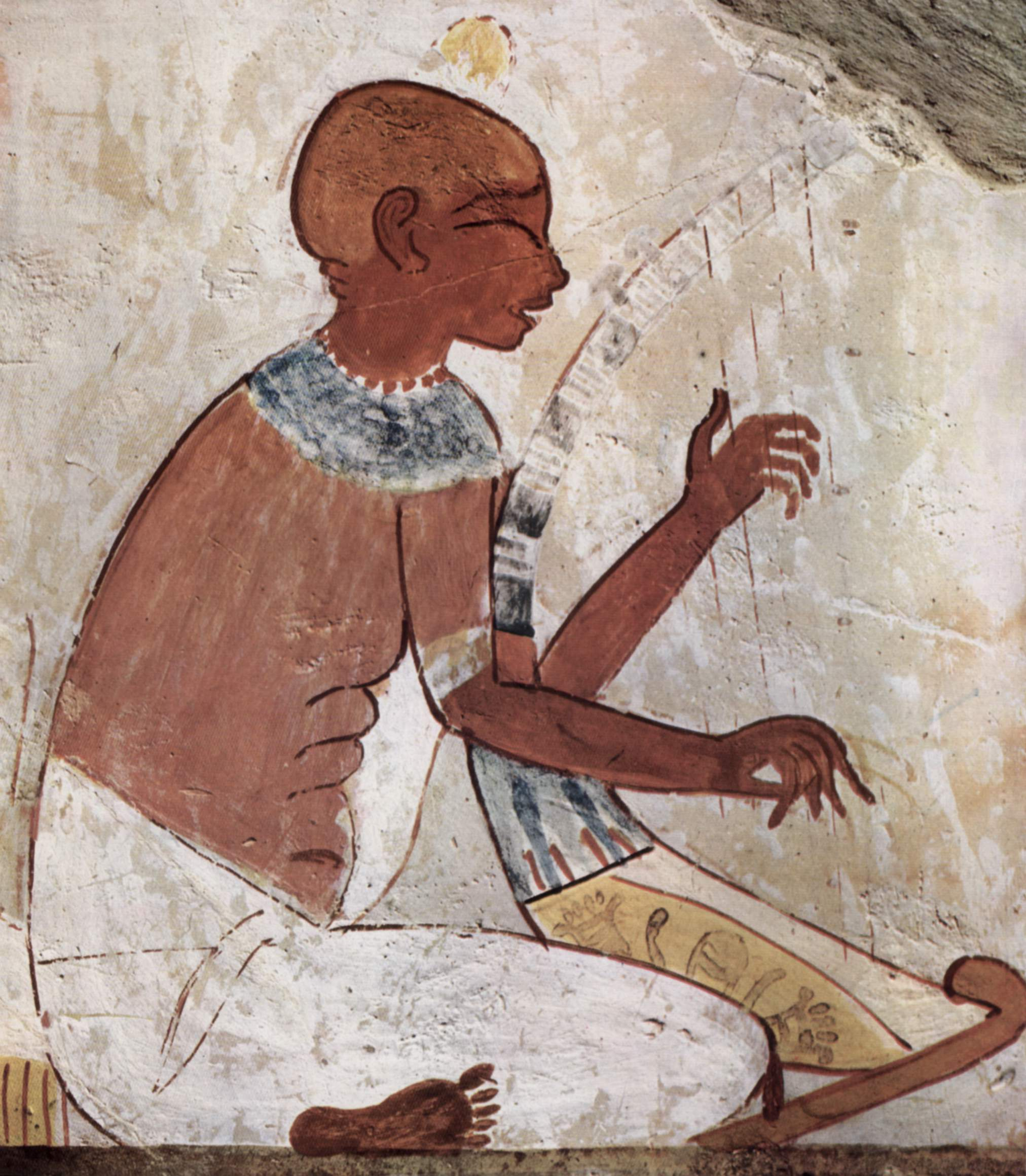
目の見えないハープ奏者（紀元前15世紀のエジプト18王朝壁画より）

目の見えない音楽家（めのみえないおんがくか）では、視覚に障害があるとされている人の音楽文化、歌手や演奏家について述べる。

## 概要
昔から音楽指導は記譜法に広く依存してきた。そのため、有名人も含む多くの目の見えない音楽家は、一般的な音楽指導を受けることができない中で演奏してきた。しかし現在では、西洋の音楽理論やクラシック音楽の記譜法を学びたい目の見えない音楽家のために、多くの教材が用意されている。目の見えない人向けにアルファベットの点字を発明したルイ・ブライユは、点字楽譜とよばれるクラシック音楽の記譜法も確立した。この方式によって、目の見えない者が目の見える者と同じように音楽を読み書きできるようになった。点字楽譜の収蔵数で最大の規模を誇るのは、アメリカではワシントンD.C.のアメリカ議会図書館、アメリカ国外ではイギリスの英国王立盲人協会（RNIB）である。
理論的には、コンピュータ技術とインターネットによって、目の見えない音楽家がより自立して音楽を学び、作曲できるようになった。しかし実際には、ほとんどのプログラムがグラフィカルユーザインタフェースに依存しているため、視覚障害者を支援するのは困難になっている。そのような中、特にオペレーティングシステム (OS) のWindowsでは、視覚障害者向けのスクリーンリーダインタフェースの開発によって一定の改善があった。

## イメージ

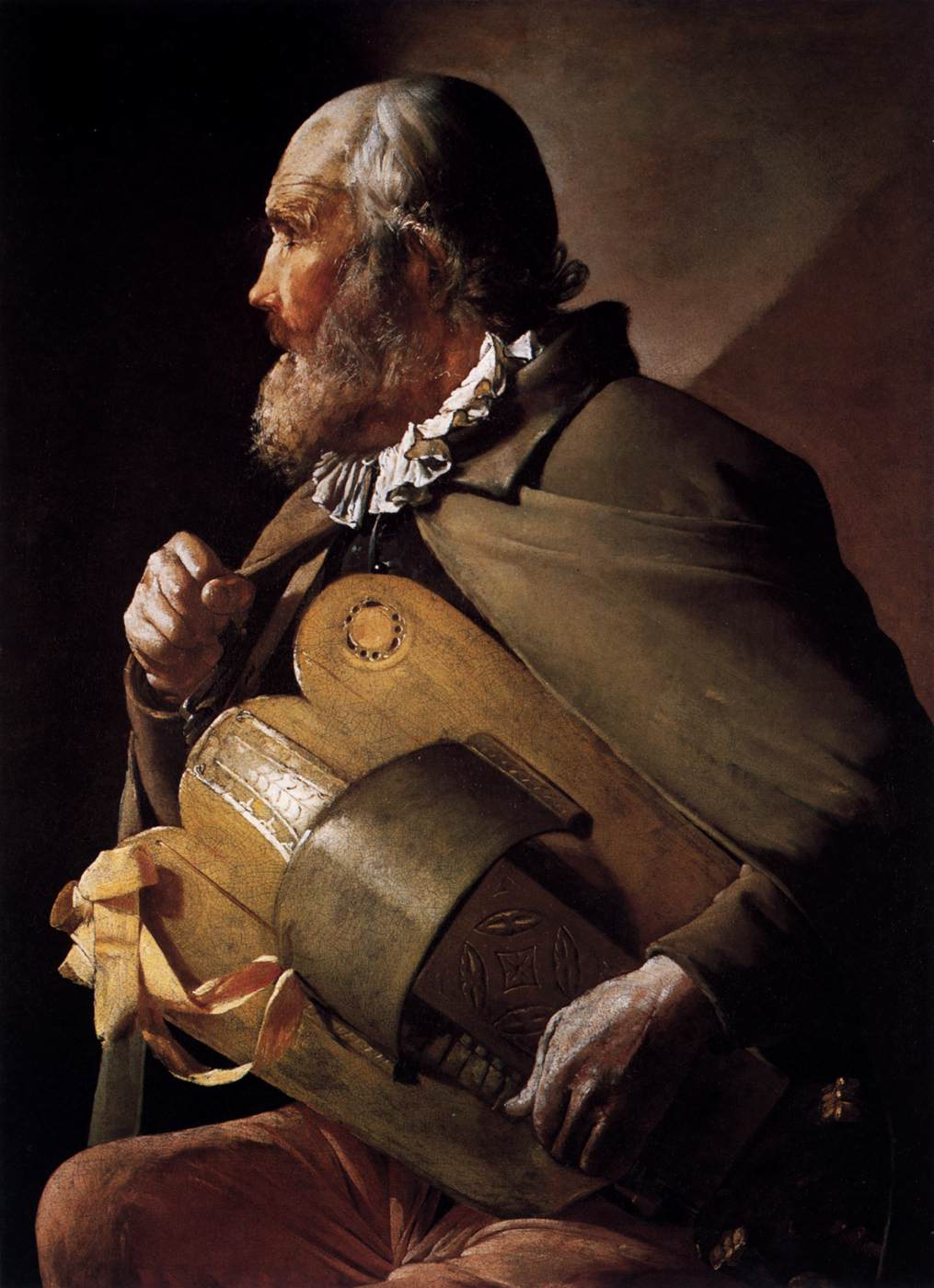
ジョルジュ・ド・ラトゥール「目の見えない音楽家」。ハーディ・ガーディを演奏している。

目の見えない音楽家というイメージは、多くの文化において重要な影響を及ぼしてきた。例えば、ホメーロスが目の見えない詩人であるという考えは、真偽がはっきりとわからないにもかかわらず、西洋で長い間伝承されてきた。
アルバート・ロードは、自身の著作Singer of Talesの中で、ユーゴスラビアでは目の見えない音楽家の話がたくさんあるものの、今では目の見えない音楽家をほとんど見つけられなかったと明らかにしている。ナタリー・コノネンコもトルコで似たような経験をしたが、優れた才能を持つトルコ人音楽家のアシュク・ヴェイセルは、本当に目が見えなかった。目の見えない音楽家というアイデアの人気は、様々な画家に着想を与えた。ジョン・シンガー・サージェントは1912年、このテーマに基づいて作品を描き、ジョルジュ・ド・ラ・トゥールも目の見えない音楽家をテーマにした作品群に熱心に取り組んだ。

## 歴史

### 中国
中国の歴史書で言及されている最初の音楽家の師曠は、紀元前6世紀に活動した目の見えない演奏家である。中国で最も人気の音楽作品の一つである「二泉映月」は、「盲目の阿炳」として知られる華彦鈞が20世紀前半に作曲した。

### 日本

#### 琵琶法師
日本では、平曲という語り音楽の形が鎌倉時代 (1185-1333) の間に確立し、琵琶法師として知られる音楽家たち（目の見えない人が多い）によって広がっていった。琵琶法師は琵琶を演奏し、物語を暗唱した。その中でもっとも有名だったのが『平家物語』である。「耳なし芳一」は目の見えない平曲の名手についての怪談である。琵琶法師は実際の仏教僧侶ではないが、僧衣を着て頭を剃っていたため「盲僧」としても知られている。

##### 当道座
中世から近世頃までの日本においては、目の見えない男性の「社会的な相互扶助団体」として様々な名称で呼ばれる職能集団が作られ、現在では一般的にこうした集団は総称的に「当道座」と呼ばれている。その職能は主に『平家物語』を伝承し披露することであったが、後には琵琶のみならず箏や三味線、胡弓などさまざまな楽器を演奏できる音楽家の集団となっていった。「盲僧」という言葉は、この当道座とは別の系統で活動している、目の見えない僧体の音楽家を指す時に使われることもある。当道座の最高位の者には検校という称号が用いられた。この称号は江戸時代以降、公的な役職体系が廃止された後も箏曲団体などによって目の見えない音楽家に対して使用されることがある。十七絃などの楽器を開発し、「現代邦楽の父」と呼ばれる宮城道雄は宮城検校と呼ばれることがある。

#### 瞽女
瞽女は視覚に障害があった三味線、胡弓奏者の女性で、施しを乞い、歌を歌って全国を巡業する音楽家であった。

### ウクライナのコブザール

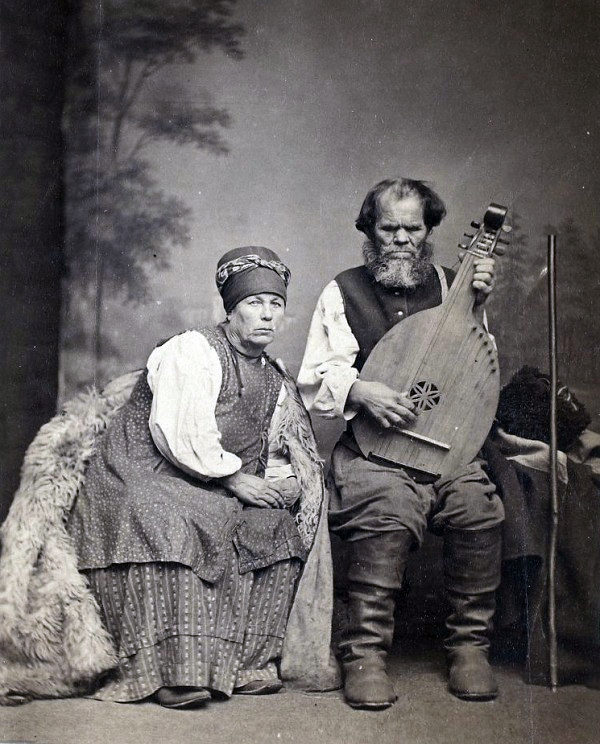
19世紀の最も有名なコブザールオスタップ・ヴェルサイとその妻。当時のほかのコブザールのように ヴェルサイは目が見えない。

コブザールとして知られる、ウクライナの目の見えない吟遊詩人の演奏には長い歴史がある。戦士の吟遊詩人が民族叙事詩を歌うイメージはとても有名で、古代の偉大な歌い手たちは、戦争で勇敢に戦って目が見えなくなった退役軍人であるという言い伝えができた。ところが19世紀になると、このような歌が戦士よりも物乞いのような人々によって歌われるようになったため、コブザールの伝統は大きく弱まったと考えられるようになった。コノネンコはこのイメージには事実に基づいた根拠がないことを指摘し、調査によると吟遊詩人の伝統が1930年代まではとても強かったとした。

### アイルランドの伝統音楽演奏家
アイルランドでは、目や身体に障害を持つ子供に楽器を習わせることは、重労働ができない代わりに手に職をつけるという意味で、一般的なことと考えられている。目の見えない音楽家で最も有名なハープ奏者トゥールロホ・オ・カロランは、「シーベグ・シーモア」や「カローランの協奏曲」など、長く親しまれる曲を多く作曲した。

### 目の見えないオルガン奏者
目の見えないオルガン奏者には長い歴史がある。目の見えない作曲家フランシズ・マッコリン (1892-1960) は、1918年、アメリカオルガニスト協会のクレムソン賞を受賞した。マッコリンは長年、同じく目の見えないフィラデルフィアのセント・スティーヴンズ・エピスコパル教会のオルガン奏者、デイビット・ダッフィールド・ウッド (1838-1910) にオルガンを学んだ。

### ヨーロッパのピアノ調律師
19世紀のフランスとイングランドにおけるピアノ調律師には、目が見えない人も多かった。最初の目の見えないピアノ調律師はクロード・モンタルといわれている。モンタルは1830年、国立青年盲学院の在学中、独学でピアノ調律の方法を学んだ。モンタルの教員たちは当初、目が見えないのであれば実際に必要な機械的作業はできないのではないかと思った。それでもモンタルの技術は紛れのないものだったので、モンタルはすぐに学友に調律の授業を教えるように頼まれた。最終的にモンタルは差別を乗り越え、教授やプロの音楽家の調律師として、権威のある仕事に複数従事した。モンタルの例や教え方は、英国王立盲人協会の創設者トーマス・ローズ・アミテージに取り入れられ、モンタルの成功がフランスやイングランドのほかの目の見えない調律師へも道を開くこととなった。現在でも調律師は目が見えないというイメージは根深く、目の見えるピアノ調律師に遭遇すると、驚くイングランド人もいる。目の見えないピアノ調律師の組織は、イングランドで現在も活動中である。

### アメリカのカントリー・ブルース
目の見えない音楽家は、アメリカのポピュラー音楽に大きく貢献をした。ゴスペルをレコーディングした最初期のピアニストであるアリゾナ・ドレインズや、アル・ヒブラー、レイ・チャールズは目が見えなかったが、ソウルミュージックの創出に重要な役割を果たした。史上最高のジャズピアニストとして挙げられるアート・テイタムも同じく、ほとんど目が見えなかった。スティーヴィー・ワンダーも生まれつき目が見えなかったが、30曲以上でアメリカのトップ10に入るヒットを記録し、2019年時点で25のグラミー賞を受賞している。
一方、目の見えない黒人の音楽家たちは、今でもカントリー・ブルースと最も強く関係している。最初に成功した男性カントリー・ブルース演奏家であるブラインド・レモン・ジェファーソンをはじめ、ブラインド・ウィリー・マクテル、ブラインド・ウィリー・ジョンソン、ソニー・テリー、ブラインド・ボーイ・フラー、ブラインド・ブレイク、レヴァランド・ゲイリー・デイビスなど、多くのカントリー・ブルースマンはほとんど目が見えなかった。目の見えないカントリー・ブルースマンの姿は象徴的だったため、目の見えるジャズギタリストのエディ・ラングが、ロニー・ジョンソンとブルースのレコードを録音するため黒人の仮名を決めようとしたときに、ラングは当然のごとくブラインド・ウィリー・ダンに決めた。

### クラシック音楽
イタリアのテノール・ポップス歌手、アンドレア・ボチェッリは先天性緑内障を患っており、12歳の時、サッカー時の事故によって悪化し失明した。のちにクラシック音楽史上、最高の売り上げを記録した歌手になった。
2009年、日本の辻井伸行（当時20歳）は、主要な国際コンクールの一つである第13回ヴァン・クライバーン国際ピアノコンクールにおいて、視覚障害を持つピアニストとしては初めての優勝をおさめた（同時に、同コンクールのために書かれた新曲の最も優れた演奏に対して授与される「ビヴァリー・テイラー・スミス賞」も受賞している）。予選では、ショパンの「12の練習曲 作品10」を全て演奏した。生まれつき目が見えなかった辻井は、複雑なクラシックピアノを独自の方法で習得し上達していった。辻井のピアノ演奏の動画はインターネット上で公開され、コンクールでの優勝は世界的な評判を巻き起こした。コンクールの翌年の2010年の時点で、辻井のディスコグラフィには10枚のCDがあり、なかには10万枚以上を売り上げているものもあった。ヴァン・クライバーン国際ピアノコンクールの優勝者として、辻井は世界中でコンサートを開催し続けている。